# Campeonato Italiano de Rugby 2005-06
El Campeonato de Rugby de Italia de 2005-06 fue la 76.ª edición de la primera división del rugby de Italia.

## Sistema de disputa
El torneo se desarrolló en dos etapas, una fase regular en la cual los equipos disputaron encuentros en condición de local y de visitante frente a cada uno de sus rivales.
Luego se disputará una etapa de eliminación directa, en la cual los primeros cuatro equipos de la fase regular clasifican a las semifinales en la búsqueda por el campeonato.
El último equipo en la tabla general desciende directamente a la Serie B.

## Desarrollo
- Tabla de posiciones:[1]

| Pos. | Equipo           | Encuentros | Encuentros | Encuentros | Encuentros | Tantos | Tantos | Tantos | PB | Puntos |
| Pos. | Equipo           | PJ         | PG         | PE         | PP         | F      | C      | Dif    | PB | Puntos |
| ---- | ---------------- | ---------- | ---------- | ---------- | ---------- | ------ | ------ | ------ | -- | ------ |
| 1.º  | Benetton Treviso | 18         | 16         | 1          | 1          | 556    | 233    | +323   | 8  | 74     |
| 2.º  | Rugby Parma      | 18         | 12         | 0          | 6          | 501    | 410    | +91    | 10 | 58     |
| 3.º  | Rugby Calvisano  | 18         | 12         | 1          | 5          | 491    | 365    | +126   | 8  | 58     |
| 4.º  | GRAN Parma       | 18         | 12         | 0          | 6          | 450    | 382    | +68    | 9  | 57     |
| 5.º  | Rugby Viadana    | 18         | 11         | 0          | 7          | 487    | 366    | +121   | 12 | 56     |
| 6.º  | Petrarca Padova  | 18         | 6          | 0          | 12         | 371    | 438    | -67    | 8  | 32     |
| 7.º  | Rugby Rovigo     | 18         | 5          | 0          | 13         | 379    | 507    | -128   | 8  | 28     |
| 8.º  | Amatori Catania  | 18         | 6          | 0          | 12         | 396    | 517    | -121   | 5  | 28     |
| 9.º  | L'Aquila Rugby   | 18         | 5          | 0          | 13         | 381    | 547    | -166   | 7  | 27     |
| 10.º | Veneziamestre    | 18         | 4          | 0          | 14         | 306    | 553    | -247   | 8  | 24     |

|  | Clasificado a Semifinales. |
|  | Descendido a la Serie B.   |

### Semifinales
| Equipo 1        | Equipo 2         | Ida   | Vuelta |
| --------------- | ---------------- | ----- | ------ |
| GRAN Parma      | Benetton Treviso | 23-31 | 5-38   |
| Rugby Calvisano | Rugby Parma      | 34-20 | 16-21  |

### Final
| 27 de mayo de 2006 | Benetton Treviso | 17 - 12 | Rugby Calvisano |  |  |

| Bandera de Italia        |
| Campeón Benetton Treviso |
| Décimo segundo título    |